# Baibars I.

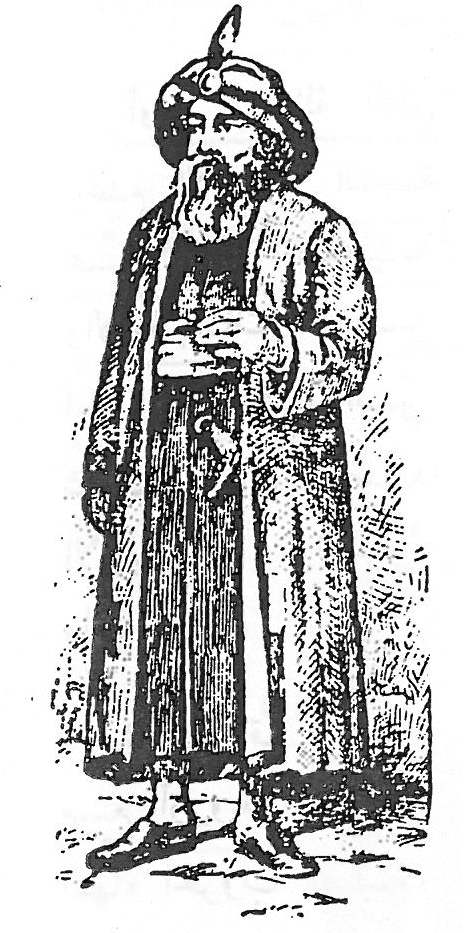
Darstellung Baibars I. in einem libanesischen Buch von 1962

Al-Malik az-Zahir Rukn ad-Din Baibars (I.) al-Bunduqdari, kurz auch al Zaher Beybars (arabisch الملك الظاهر ركن الدين بيبرس البندقداري, DMG al-Malik aẓ-Ẓāhir Rukn ad-Dīn Baibars al-Bunduqdārī; * um 1223; † 1277 in Damaskus), war ein Mamluk, der 1260 zum Sultan von Ägypten und Syrien aufstieg.

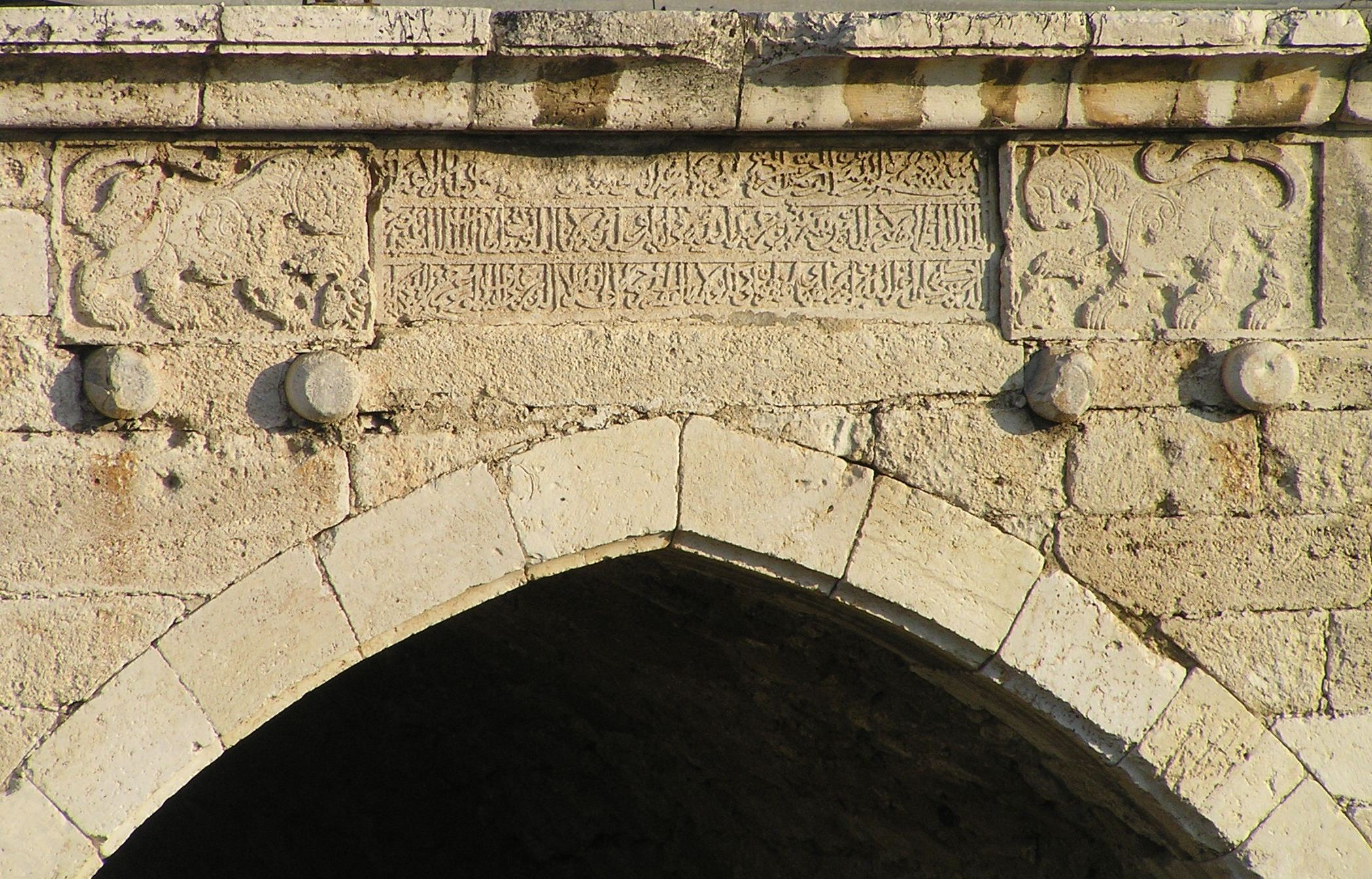
Brücke in Lod mit einer arabischen Inschrift zwischen zwei Löwen, Baibars’ Wappentieren

## Leben

### Aufstieg

#### Anfänge der militärischen Laufbahn
Baibars wurde um 1223 im weiten ukrainisch-russischen Steppengebiet zwischen der Krim und dem Kaspischen Meer geboren. Er war kiptschak-türkischer Abstammung. Nach der Schlacht an der Kalka (31. Mai 1223) wurde das Steppenland von den Mongolen des Dschingis Khan erobert und die lokale Bevölkerung in die Sklaverei geführt. Auf dem Sklavenmarkt von Sivas wurde Baibars von dem Ayyubiden-Emir von Hama gekauft. Dieser verkaufte ihn bald für einen geringen Preis an den Mamluk Ala' ad-Din Aydekin al-Bunduqdar weiter, wohl auch weil Baibars einen weißen Fleck (Katarakt) in seinem rechten Auge hatte. Aydekin war offenbar der Kommandant der Bogen- und Armbrustschützen (al-Bunduqdar) des Ayyubiden-Emirs von Hisn Keyfa, as-Salih Ayyub, in dessen Dienste Baibars gegeben wurde.
Trotz seiner Sehbehinderung erwies sich Baibars als vortrefflicher Schütze, was ihm seinen Beinamen „der Bogenschütze“ (al-Bunduqdari) und schnell einen führenden Platz als amīr unter den as-Salihi-Mamluken des Emirs einbrachte. Laut dem Historiker al-Maqrīzī soll Baibars in einem engen Loyalitätsverhältnis zum Emir gestanden haben. Als dieser 1239 von seinen eigenen Männern verraten und in die Gefangenschaft des Emirs von Karak verbracht wurde, soll Baibars der einzige Mamluk gewesen sein, der sich freiwillig der Gefangenschaft seines Herrn anschloss.
Nur ein Jahr nach der Gefangenschaft übernahm as-Salih Ayyub die Herrschaft als Sultan in Ägypten und Baibars wurde von ihm dem Bahri-Regiment der Militärsklavengarde zugeteilt.

#### Kampf gegen die Kreuzritter
Im Jahr 1244 wurde er mit dem Oberbefehl über ein Heer betraut, mit dem er einen Angriff der christlichen Kreuzfahrerbarone auf Ägypten abwehren sollte. In der Schlacht von La Forbie errang er einen vollständigen Sieg über den Feind, allerdings misslang ihm im Anschluss die Eroberung von Askalon. Während des Angriffs des französischen Königs Ludwig IX. der Heilige auf Ägypten (Sechster Kreuzzug) war Baibars dem Kommando des Emirs Fachr ad-Din Yusuf unterstellt. Nachdem der Emir im Kampf um die Stadt al-Mansura am 8. Februar 1250 getötet wurde, übernahm er das Kommando über die Mamlukenkrieger und stellte den Kreuzrittern eine Falle. Indem er deren Vorhut in die Stadt einziehen ließ, konnte er sie im anschließenden Straßenkampf vernichtend schlagen. Als sich die Kreuzfahrer nach Damiette zurückziehen wollten, verfolgte Baibars sie mit seinen Truppen und nahm am 6. April 1250 bei Fariskur den König von Frankreich gefangen und vollendete damit das Scheitern des Kreuzzuges.

#### Machtkämpfe in Ägypten
Da die Hauptlast zur Verteidigung Ägyptens vor allem von den Mamluken getragen wurde, erregten sie die Missgunst des Sultans Turan Schah, der erst wenige Wochen zuvor die Nachfolge seines Vaters as-Salih Ayyub angetreten hatte. Turan Schah beabsichtigte, sich der führenden Mamluken zu entledigen, zumal sie auch einen dominierenden politischen Einfluss am Hof ausübten. Doch die Mamlukenemire wurden rechtzeitig von der Haremssklavin Schadschar ad-Durr gewarnt, worauf sie ihrerseits die Ermordung des Sultans beschlossen. Am 2. Mai 1250 führte Baibars das Attentatskommando in die Gemächer des Sultans in Fariskur an und versetzte Turan Schah den ersten Streich mit dem Schwert. Der Sultan konnte zwar noch fliehen, starb allerdings nach dem Sturz von einem Holzturm im Uferwasser des Nils. Zunächst schwang sich die ehemalige Sklavin Schadschar ad-Durr zur regierenden Sultana von Ägypten auf, wurde allerdings weder vom Kalifen noch von der Bevölkerung Kairos anerkannt, was sie zur Ehe mit dem Mamluken Izz ad-Din Aybak nötigte, der somit der erste Mamlukensultan von Ägypten wurde.
In den folgenden Jahren herrschte Chaos in Ägypten, da die Mamluken ihre Verhaltensweisen aus der Steppe mitgebracht hatten und nicht viel von der Staatskunst und der Schari'a hielten. Baibars und Aktay terrorisierten die Bevölkerung von Kairo und ignorierten die Autorität des Sultans, der offenbar nicht aus dem Bahri-Regiment stammte. 1254 aber wurde Aktay von Sultan Aybak exekutiert und Baibars ins Exil nach Damaskus und Karak vertrieben. Aber schon 1257 wurde Aybak von Schadschar ad-Durr im Bad ermordet. Sein Nachfolger wurde Qutuz, von dem Baibars nach Ägypten zurückgerufen und wieder in hohe militärische Posten eingesetzt wurde.
Baibars’ große Stunde schlug, als er die Reserve in der Schlacht von Ain Djalut am 3. September 1260 befehligte, in der eine mongolische Armee unter General Kitbukha vernichtet wurde. Die Schlacht zerstörte den Unbesiegbarkeitsmythos der Mongolen.

### Herrschaft

#### Machtergreifung
Nach seiner Rückkehr nach Ägypten ermordete Baibars am 24. Oktober 1260 während eines Jagdausflugs im Nildelta eigenhändig Sultan Qutuz. Er usurpierte sogleich den Sultansthron und wurde von seinen zahlreichen Anhängern im Heer umgehend anerkannt.
Baibars gilt als skrupellos, doch „sammelte er die Flüchtlinge und holte diejenigen, die fern waren, er beförderte die Übergangenen und gab den Benachteiligten ein Amt.“ Da sein Regime wegen seiner Anmaßung und der früheren Unruhen in Kairo unbeliebt war, versuchte er, sich mit Steuersenkungen und Reformen zu profilieren.
Nach der erfolgreichen Usurpation des Thrones brachte Baibars Ägypten schnell unter seine Kontrolle. Auch die meisten syrischen Emire erkannten ihn sofort als ihren Oberherrn an, nur der mamlukische Statthalter von Damaskus, Sangar al-Halabi, verweigerte die Anerkennung und erhob sich im November 1260 zum unabhängigen Herrscher (Malik). Im Dezember 1260 drangen die Mongolen erneut in Syrien ein, wurden zwar bei Homs geschlagen, besetzten allerdings Aleppo. Im Frühjahr 1261 musste sich Baibars einer Revolte des Mu'izzi-Regiments erwehren, aus dessen Reihen einst Qutuz hervorgegangen war. Nach der erfolgreichen Niederwerfung des Aufstandes konnte er ein Heer nach Damaskus entsenden und Sangar al-Halabi entmachten.

#### Das Abbasidenkalifat in Kairo
Die wirren Verhältnisse in Syrien nutzte allerdings ein weiterer Mamlukenoffizier zur Sezession. Aqqusch al-Burli vertrieb die Mongolen aus Aleppo und bemächtigte sich der Stadt. Er ernannte sich eigenmächtig zum Statthalter und bat Baibars um Bestätigung in diesem Amt, was dieser aber verweigerte. Aqqusch herrschte fortan unabhängig in Aleppo und proklamierte sogar den Abbasiden al-Hakim I. zum Kalifen in Nachfolge des 1258 von den Mongolen gestürzten Kalifats von Bagdad. Gegen den Rebellen proklamierte Baibars seinerseits den nach Kairo geflohenen al-Mustansir II. zum Kalifen, ließ sich von diesem in die futuwwa einweihen und nahm selbst die Würde eines qasim amir al-mu'minin („Partners des Beherrschers der Gläubigen“) an. Mit seinem Kalifen zog er am 2. Oktober 1261 persönlich in Damaskus ein, stabilisierte dort seine Herrschaft und vertrieb die letzten Mongolen aus Syrien. Gegen das mongolische Il-Chanat verbündete sich Baibars mit dem rivalisierenden Mongolenkhanat der Goldenen Horde unter Berke Chan, der das Kalifat von Kairo anerkannte. Dazu heiratete Baibars eine Tochter Berke Chans, womit der ehemalige Sklave von der goldenen Horde als gleichberechtigt gegenüber deren Herrscher anerkannt wurde.
Anschließend rüstete Baibars seinen Kalifen mit einem Heer aus, um ihn gegen das Il-Chanat in den Irak ziehen zu lassen. Ob er dabei eine Eroberung Bagdads ins Auge gefasst hatte, ist umstritten. Nachdem al-Mustansir die Eroberung einiger Städte am Euphrat gelungen war, drang er nach Mesopotamien vor. Dort aber wurde er im November 1261 von den Mongolen bei al-Anbar zur Schlacht gestellt, geschlagen und getötet. Der Sieg der Mongolen wurde vom Verrat einiger Truppenteile al-Mustansirs begünstigt. Trotz der Niederlage konnte Baibars nach der endgültigen Niederwerfung der Rebellen in Aleppo Syrien vollständig dem Mamlukensultanat eingliedern. Anschließend zog er nach Kairo zurück. Dort traf im Januar 1262 auch der geflohene Kalif al-Hakim I. von Aleppo ein, in der Hoffnung, nun von Baibars als rechtmäßiger Kalif anerkannt zu werden. Baibars ließ ihn zunächst in der Zitadelle von Kairo gefangen setzen, aber am 17. November 1262 huldigte er doch al-Hakim I. als neuem Kalifen. Die weitere Existenz des Kalifats diente Baibars einzig dem außenpolitischen Prestige, besonders in Hinblick auf sein Bündnis mit der goldenen Horde, das bis auf kurze Unterbrechungen bis 1323 intakt blieb. Eine tatsächliche politische Funktion ließ er dem Kalifen nicht zukommen; er behandelte ihn zeit seines Lebens weiter als einen Gefangenen und gestattete ihm lediglich ein Familienleben. Erst Sultan Ladschin (1296–1299) sollte dem Kalifen die Durchführung der traditionellen Haddsch nach Mekka gewähren.
Insgesamt aber blieb das von Baibars geschaffene Kalifat von Kairo während seiner gesamten Existenz eine Marionettenregierung der Mamluken.

#### Kämpfe in der Levante

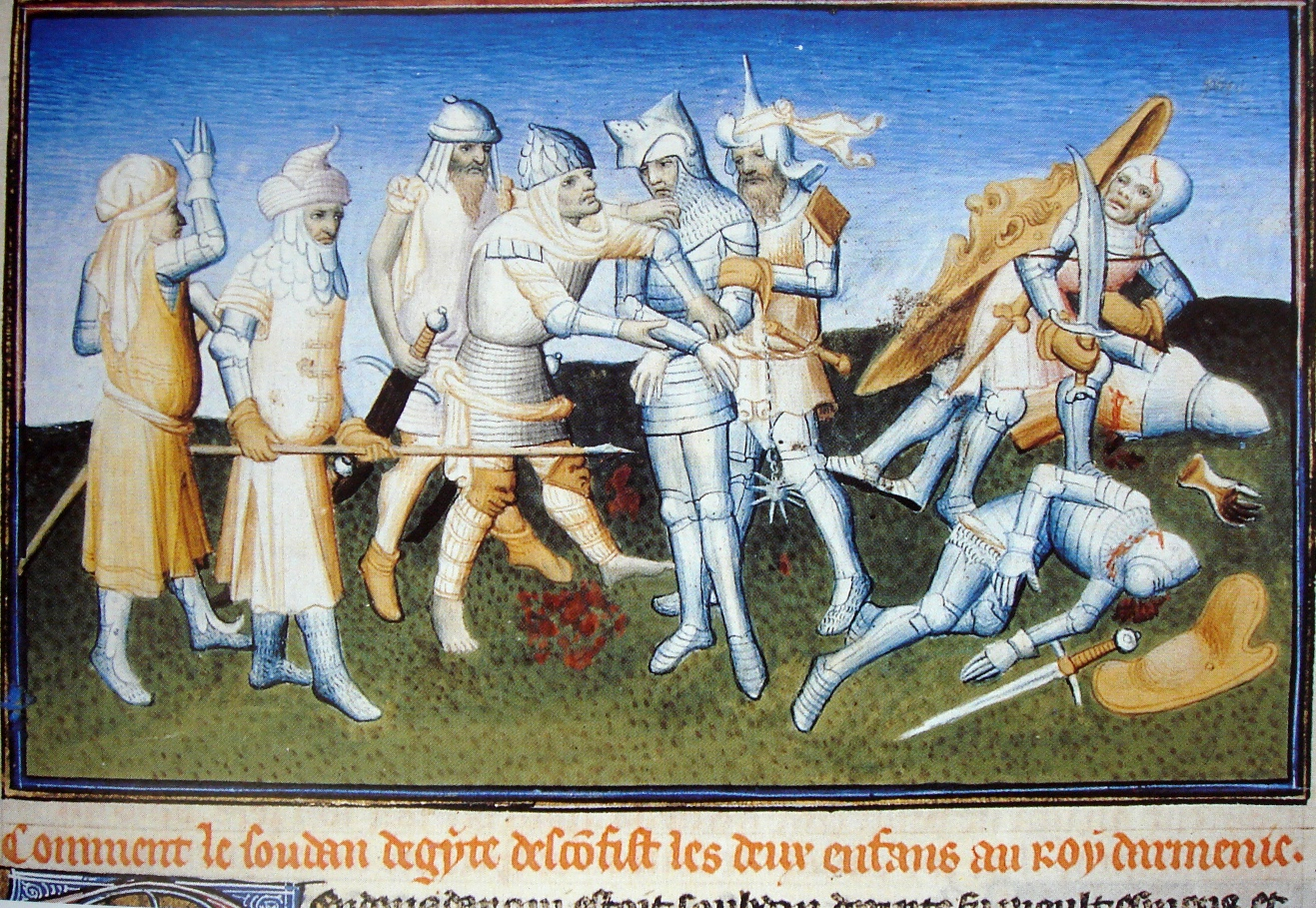
Die Mamluken besiegen die Armenier in der Schlacht von Mari. Darstellung aus dem 15. Jahrhundert

Im Frühjahr 1263 unternahm Baibars einen erfolgreichen Feldzug gegen den Ayyubiden-Emir von Karak in Transjordanien. Auf dem Weg eroberte er das christlich-fränkische Nazaret und führte einen ersten Angriff auf Akkon, der allerdings zurückgeschlagen wurde. Anschließend begann er in Kairo mit großangelegten Rüstungen zur Vorbereitung eines Krieges gegen die christlichen Kreuzfahrerbarone in der Levante. Nach Überfällen seitens der Franken auf Askalon und Bethsan begann Baibars seinen Eroberungszug 1265 und nahm nacheinander Caesarea, Haifa und Arsuf ein. Im Folgejahr fielen auch Safed und Toron in seine Hände. Da um diese Zeit auch der Il-Chan Hülegü gestorben war, ergriff Baibars die Gelegenheit zu einem Angriff auf das Königreich Kleinarmenien, das mit dem Il-Chanat verbündet war. In der Schlacht von Mari (24. August 1266) wurde das Heer der Armenier vernichtend geschlagen, woraufhin die Mamluken Kilikien verwüsteten und ausplünderten.
Im Frühjahr 1268 führte Baibars seinen zweiten großen Schlag gegen die Christen. Anders als Saladin vor ihm führte er gegenüber den Kreuzfahrern an den Küsten Syriens, Libanons und Palästinas eine Politik der verbrannten Erde: Er ließ die eroberten Hafenstädte der Kreuzfahrer völlig zerstören, die Befestigungen schleifen, die Bevölkerung massakrieren, vergewaltigen und versklaven. Der gesamte Küstenstreifen hatte danach (1292) keine größeren Städte mehr, die den Kreuzfahrern als Basis hätten dienen können. Lediglich im Hinterland finden sich bauliche Hinterlassenschaften aus Baibars’ Zeit, wie die Brücke in Lod mit dem doppelten Löwenwappen des Sultans. Er eroberte 1271 Jaffa, Ramla und am 18. Mai schließlich Antiochia am Orontes (Antakya). Diese Stadt gehörte seit der Antike zu den kulturell und wirtschaftlich herausragenden Metropolen im östlichen Mittelmeerraum und war die erste Stadt, die von den christlichen Kreuzfahrern erobert worden war und sich durchgehend über 170 Jahre in deren Besitz befand. Baibars ordnete ihre Zerstörung an; über 15.000 Bewohner fielen einem Massaker zum Opfer, der Rest (ca. 100.000) wurde versklavt. Sein Eroberungszug hatte in Europa noch einmal König Ludwig IX. von Frankreich zur Kreuznahme genötigt (Siebter Kreuzzug). Allerdings griff dieser im Sommer 1270 den Sultan von Tunis an und starb dabei an einer Seuche. Dennoch musste Baibars zum Abwehrkampf rüsten, als der englische Prinz Eduard Plantagenet (der spätere König Eduard I.) sein persönliches Kreuzzugsvorhaben bis in die Levante führte (Kreuzzug des Prinzen Eduard).
Bevor Prinz Eduard Akkon erreichte, beendete Baibars die Assassinenherrschaft auf Masyaf und nahm die Belagerung von Tripolis auf. Die Ankunft der Kreuzfahrer in Akkon nötigte ihn zum Abbruch der Belagerung; dafür eroberte er aber am 8. April 1271 die große Festung der Hospitaliter, den Krak des Chevaliers. Prinz Eduard brachte ein Bündnis mit dem Il-Chan Abaqa zustande, wodurch Syrien von zwei Fronten bedroht wurde. Baibars beabsichtigte, die Kreuzfahrer ebenfalls von zwei Seiten zu bedrängen. Dazu stellte er eine Flotte aus siebzehn Schiffen zusammen, mit der er eine Invasion Zyperns bewerkstelligen wollte. Da sich König Hugo III. von Zypern mit seinen Land- und Seestreitkräften in Akkon befand, war die Insel nur schwach verteidigt. Ihre Eroberung hätte die Kreuzfahrer von ihren Nachschubwegen getrennt und in Akkon isoliert. Die mamlukische Flotte lief aber im Juli 1271 vor Limassol auf ein Riff, wodurch elf Schiffe und 1.800 Männer in die Hände der Zyprioten fielen. Der Angriff musste daraufhin abgebrochen werden. Erfolgreicher verlief für Baibars der Kampf zu Land, als er im Dezember 1271 das in Nordsyrien eingefallene mongolische Heer hinter den Euphrat zurückdrängte. Damit zeichnete sich zwischen Kreuzfahrern und Mamluken eine Pattsituation ab, denn Prinz Eduard wagte ohne einen starken Verbündeten keine offene Feldschlacht mit Baibars.
Nachdem im Frühjahr 1272 die Nachricht von der Erkrankung des englischen Königs Heinrich III. den Orient erreichte, bereitete sich Prinz Eduard auf seine Heimreise vor. Mit ihm einigte sich Baibars durch Vermittlung Karls von Anjou auf einen elfjährigen Waffenstillstand zwischen Christen und Mamluken. Der Kreuzzug des Prinzen Eduard war die letzte große bewaffnete Pilgerfahrt eines christlichen Heers in das heilige Land. Danach war das ägyptisch-syrische Sultanat der Mamluken von dieser Seite aus keiner ernsthaften Bedrohung mehr ausgesetzt. Die christlichen Besitzungen beschränkten sich nur noch auf die Küstenstädte Akkon, Beirut, Tyrus, Sidon, Tripolis und Gibelet.
Die letzten Jahre seiner Herrschaft stand Baibars im ständigen Krieg mit Armeniern, Rum-Seldschuken und Mongolen. 1273 schlug er einen erneuten Invasionsversuch der Mongolen in der Schlacht von al-Bira am Euphrat erfolgreich zurück. Fast jährlich entsandte er Heere in das armenische Kilikien um es mit Raubzügen zu überziehen. 1275 führte er persönlich einen Feldzug dahin an, vernichtete die alte Hauptstadt Sis und plünderte Adana und Ayas. Auf seinem Rückmarsch eroberte er im November 1275 die Burg Cursat, in der seit 1268 der Patriarch von Antiochia seine Residenz hatte.
Gegen das scheinbar unaufhaltsame Ausgreifen des Mamlukenreichs fanden sich der mongolische Il-Chan Abaqa und der Seldschuken-Sultan Kai Chosrau III. zu einem Zweckbündnis zusammen. Bevor dieses offensiv werden konnte, marschierte Baibars seinen Feinden entgegen und besiegte sie vernichtend am 15. April 1277 in der hart geführten Schlacht von Elbistan bei Melitene. Dieser Sieg ermöglichte ihm den Vorstoß bis nach Anatolien hinein, wo er Kayseri einnahm. Die Eroberungen in Anatolien gab Baibars allerdings nach nur wenigen Wochen wieder auf, im Wissen, sie fernab seines eigentlichen Herrschaftsbereichs nicht dauerhaft verteidigen zu können. Nicht ohne das Land gründlich ausgeplündert zu haben, zog er sich nach Syrien zurück.

### Tod und Nachleben
Kurz nach der Rückkehr von seinem Feldzug starb Baibars am 20. Juni 1277 in Damaskus nach einer kurzen Krankheit. Da er zuvor eine große Menge Kumys getrunken hatte, gingen bald Spekulationen über eine Vergiftung um. Gerüchten zufolge soll dieses Gift von Baibars selbst für einen Rivalen bestimmt worden sein, doch verfehlte es seinen Empfänger und der Sultan trank es aus Versehen selbst. Bestattet wurde er im Mausoleum der von ihm gegründeten Zahiriya-Bibliothek in Damaskus.

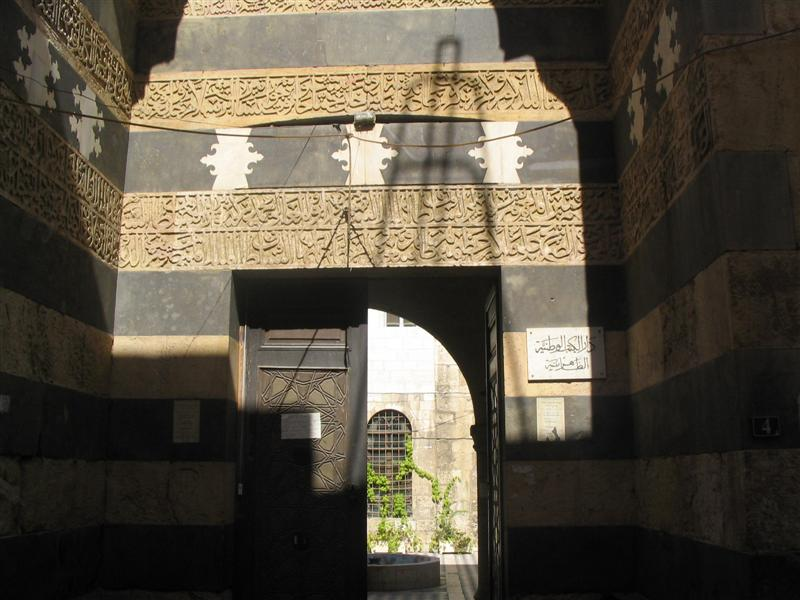
Eingang der Zahiriya-Bibliothek in Damaskus

Baibars gilt als der eigentliche Begründer des ägyptisch-syrischen Mamlukenstaates, der bis zur osmanischen Eroberung 1517 Bestand hatte. Sowohl von islamischen als auch von christlichen Historikern wurde er als besonders grausamer Despot und Gewaltherrscher charakterisiert. Dennoch stilisierte ihn die orientalische Historiographie zum größten muslimischen Helden seit Saladin. Seine erfolgreichen Abwehrkämpfe gegen Kreuzfahrer und Mongolen sowie seine Feldzüge gegen die Franken in der Levante machten ihn zum Abu l-Futuh (arabisch أبو الفتوح), zum „Vater der Eroberungen“. Die weitere Existenz der auf nur wenige Küstenstädte der Levante zurückgedrängten Kreuzfahrerstaaten war fortan einzig von seinem Wohlwollen abhängig. Ihr zwanzigjähriges Fortbestehen wurde letztlich nur durch seinen Tod gewährleistet, der vor dem Auslaufen des Waffenstillstandes eintrat. Aber im Jahr 1291 führten die Mamluken den letzten Schlag gegen das christliche Outremer und eroberten Akkon.
Baibars folgten nacheinander seine Söhne Berke Qan (1277–1279) und Solamisch (1279) auf dem Sultansthron, wurden aber von Qalawun (1279–1290) gestürzt.
Durch die im frühen 15. Jahrhundert zusammengefasste Märchengeschichte Sirat al-Malik az-Zahir (Baibars) ging er als Volksheld in die arabische Folklore ein.

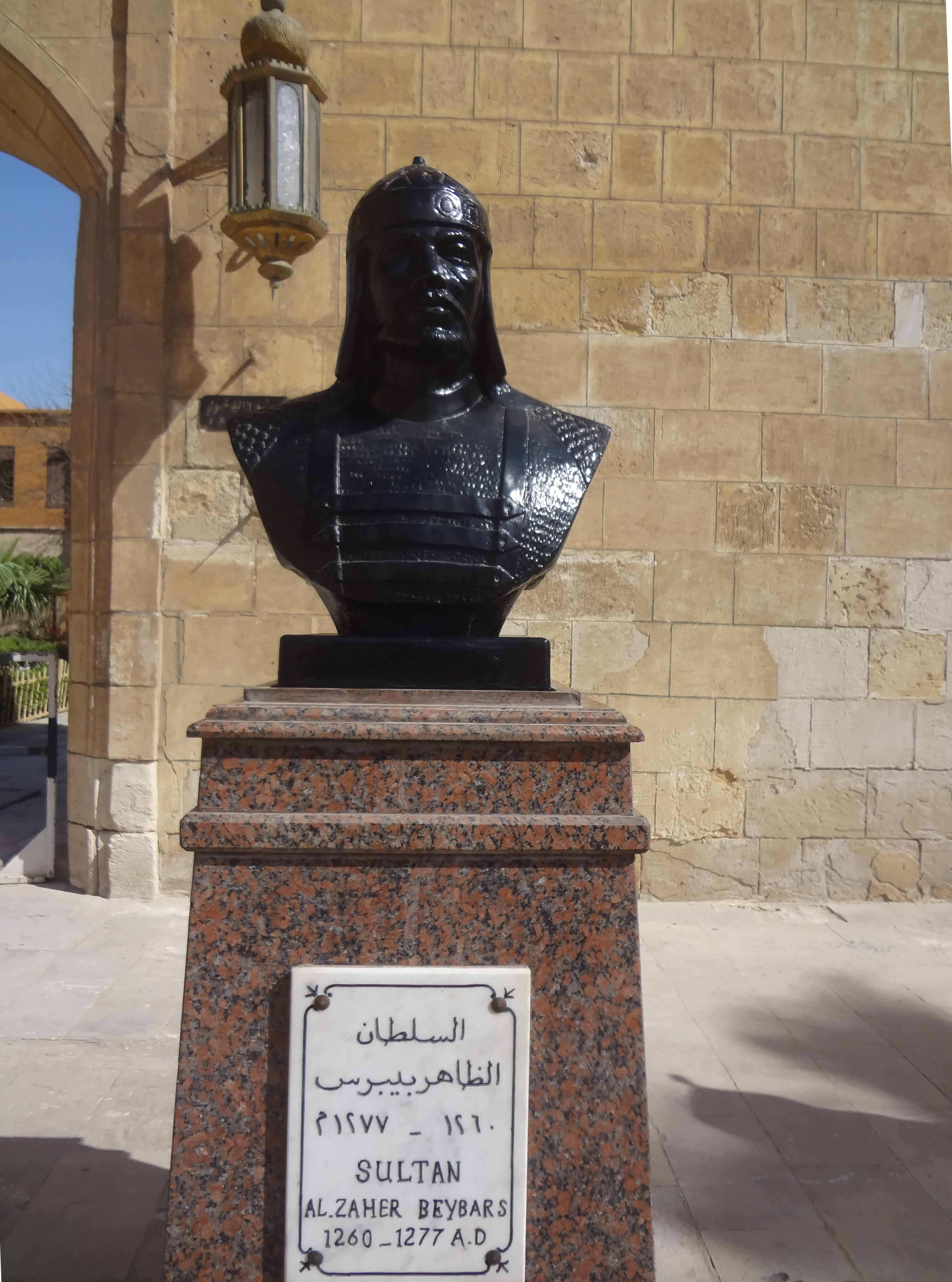
Büste von Sultan Baibars in Kairo, vor dem Nationalen Militärmuseum

## Wissenswertes
Baibars war unter anderem Besitzer einer Sängersklavin namens al-Karakiya.